# Limenitis helepecki
Limenitis helepecki är en fjärilsart som beskrevs av Archibald C. Weeks 1901. Limenitis helepecki ingår i släktet Limenitis och familjen praktfjärilar. Inga underarter finns listade i Catalogue of Life.